# 大阪放送管弦楽団
大阪放送管弦楽団（おおさかほうそうかんげんがくだん）は、NHK大阪放送局の放送用専属オーケストラである。

## 歴史
1933年4月8日：NHK大阪放送局（JOBK）が元海軍軍楽隊長の福喜多鎮雄を指揮者として、15名の演奏家による「JOBKラジオ・オーケストラ」を設置する。その後「大阪放送管弦楽団」に改称した。常設の団体としては1988年に全ての放送管弦楽団は解散し、現在では番組の必要に応じて都度集められた臨時編成のオーケストラの名称としてのみ使われており、実体としては存在しない（東京放送管弦楽団の項参照）。

## 関係者・出身者
- 朝比奈隆指揮者
- 山田一雄指揮者
- 内田元指揮者・作編曲家　ラジオ歌謡「春の歌」（赤い花束車に積んで…）の作曲者
- 大江九治
- 工藤久雄
- 吉田長次郎オーボエ奏者
- 中山義雄
- 卯月啓五郎
- 山内茂
- 竹岡武夫
- 鈴木忠規
- 武沢武
- 小藪春夫
- 毛屋平吉
- 島田猛
- 曽根亮一フルート奏者
- 西岡信雄フルート奏者、音楽学者、後に大阪音楽大学学長
- 吉沢久元
- 吉田貴壽チェロ奏者、後に読売日本交響楽団
- 陶山一致
- 尾河原明二郎ヴァイオリン奏者・指揮者、後に彫金家、奈良交響楽団指揮者
- ミハエル・マシコー